# Strada Pia
Strada Pia è un film del 1983, scritto e diretto da Georg Brintrup. Rivisita i percorsi seguiti dalla letteratura e dall'architettura negli ultimi 400 anni, rintracciando le preesistenze dell'antica strada romana, ancora visibili lungo quelle che oggi sono via del Quirinale, via XX Settembre e via Nomentana.

## Trama
Il film parte dal centro di Roma e segue poi la strada, così come si presenta nell'anno delle riprese 1983, fino ad arrivare in periferia, lontanto dalle porte e le mura della città. Dodici episodi, tratti da opere importanti della letteratura italiana degli ultimi 400 anni, si snodano lungo tutto il percorso. Ciascuno di essi viene messo in relazione con un luogo architettonico della stessa epoca, in modo da istituire un confronto visivo diretto tra il progresso della letteratura e il declino dell'architettura.
Riprese di ville, palazzi, chiese, case umbertine e case popolari scandiscono il ritmo narrativo e fanno da collegamento tra un episodio e l'altro.
1. Torquato Tasso declama versi della Gerusalemme liberata lungo la rampa d'accesso al Casino dell'Aurora Pallavicini, concepita e realizzata dall'architetto fiammingo Giovanni Vasanzio; tardo rinascimento-manierismo - Palazzo del Quirinale (Ottaviano Mascherino, Gian Lorenzo Bernini)
2. Nel giardino dell'Aurora (barocco), Giovan Battista Marino declama i suoi versi davanti a una fontana grottesca. - Chiesa di Sant'Andrea al Quirinale (Gian Lorenzo Bernini)
3. Scena teatrale di libera improvvisazione su tema musicale (Balli di Sfessania) - Chiesa di San Carlo alle Quattro Fontane (Francesco Borromini)
4. Attori interpretano una scena, tratta dal libretto d'opera Didone abbandonata di Pietro Metastasio, davanti all'imitazione settecentesca di un tempietto greco in stile ionico (classicismo) - Chiesa di Santa Susanna alle Terme di Diocleziano (Carlo Maderno), Tempio di Esculapio (Antonio Asprucci)
5. Nella cornice neoclassica di Villa Albani, Vittorio Alfieri legge brani tratti da Del principe e delle lettere . - Villa Albani (Carlo Marchionni)
6. Giacomo Leopardi declama All'Italia (Canti) davanti al porticato dorico del Casino Nobile, una costruzione neoclassica all'interno del parco di Villa Torlonia. - Villa Torlonia (Giovanni Battista Caretti)
7. Giuseppe Mazzini con i I doveri dell'uomo trova la sua cornice davanti alla bizzarra, scenografica architettura della Casina delle civette, sempre nel parco di Villa Torlonia. - Casina delle civette (Giuseppe Jappelli)
8. Giosuè Carducci fa ascoltare il suo Canto dell'amore, in mezzo a romantiche imitazioni ottocentesche di architetture antiche in rovina. - Finta rovina del tempio di Antonino e Faustina (Cristoforo Unterperger)
9. Gabriele D'Annunzio declama suoi versi, inquadrato nell'architettura di stile post-umbertino o decadentista, quartiere Coppedè. - Quartiere Coppedè (Gino Coppedè)
10. Di Luigi Pirandello si rappresenta una scena dal dramma Enrico IV, in una fattoria abbandonata lungo la strada. - Architettura fascista del viale XXI Aprile che collega via Nomentana a piazza Bologna
11. Dal romanzo Conversazione in Sicilia di Elio Vittorini, due attori recitano nella Catacomba di Sant'Agnese. - Edilizia popolare postbellica
12. Pier Paolo Pasolini chiude, con versi tratti da La religione del mio tempo, in mezzo ad un parco rottami nei pressi di via Nomentana. - Architettura standardizzata in cemento armato degli anni 1970

## Retroscena
Si tratta di un film-essay, un genere poco conosciuto in Italia. L'idea portante è basata sulla tesi di Victor Hugo: 

## Titolo del film
Il titolo “Strada Pia” riprende l'antico nome che le veniva dato nel 1565, dopo che Papa Pio IV l'aveva allargata e aveva fatto costruire, da Michelangelo, Porta Pia. Proprio quel secolo, secondo alcune riflessioni di Victor Hugo in Notre-Dame de Paris, era da considerarsi come uno spartiacque decisivo poiché, con l'avvento del torchio luminoso di Gutenberg, tutte le forze che il pensiero umano aveva, fino ad allora, dedicato all'architettura e quindi alla parola scritta su pietra, venivano ora rivolte alla parola stampata.

## Distribuzione
“Strada Pia” venne trasmesso per la prima volta il 14 agosto del 1983 dal canale tedesco WDR. La prima italiana del film, nella versione originale, ebbe luogo in luglio del 1983 nel Goethe-Institut di Roma. Altre trasmissioni seguirono sul canale tedesco WDR fino al 1988. Una versione di 60 minuti fu proiettato il 4 agosto 1988 sul canale tedesco WDR.

## Critica
(Giancarlo Riccio in Il Tempo del 18.10.1983)